# Льюїс Генрі Морган
Льюїс Генрі Морган (англ. Lewis Henri Morgan; 21 листопада 1818, Аврора, штат Нью-Йорк — 17 грудня 1881, Рочестер) — американський антрополог, етнограф і соціолог.
Зробив суттєвий внесок у теорію соціальної еволюції, науки про сім'ю та родинні зв'язки. Створив наукову теорію первісного суспільства, один з основоположників еволюціонізму в соціальних науках.

## Життєпис
Народився недалеко від Нью-Йорка, закінчив коледж в 1840 році, у 1844 році поступив на адвокатуру в місто Рочестер. У 1855 став співробітником, а надалі — одним із директорів залізничної компанії. Однак, головним для Моргана було не заняття бізнесом, а наукою. Крім наукової та комерційної діяльності, Морган займався політикою, захищаючи радикальні буржуазно-демократичні погляди, був лівим республіканцем. 1861 року був обраний від республіканської партії в палату представників штату Нью-Йорк, де був затятим ворогом рабства й прибічником боротьби проти бунтівного рабовласницького Півдня. 1868 року був обраний до сенату штату Нью-Йорк, де активно виступав за радикальну реконструкцію Півдня, за повну відмову від будь-якої расової дискримінації, обстоював введення виборчого права для негритянського населення. Через різкості поглядів вже в 1869 році був забалотований.
Ще в 1840 році створив товариство під назвою «Великий орден ірокезів», котре ставило собі за ціль вивчення і захист прав індіанців, виступаючи проти захоплення індіанських територій земельними спекулянтами. Справу було доведено до розгляду в конгресі США, котрий вирішив її на користь індіанців; у знак визнання заслуг Морган був прийнятий в ряди племені. Захистом індіанців Морган займався до кінця життя, викриваючи урядову корупцію, відкрито, у тому числі, письмово, виступаючи проти військових операцій проти сіу, ірокезів та інших племен.
У 1875 році був обраний членом Національної академії наук, а 1879 року— президентом Американської асоціації сприяння розвитку науки.

## Науковий доробок
У 1851 році виходить його перше дослідження — «Ліга ірокезів». У 1859 — 1862 роках Морган, з метою зібрання матеріалу, вивчає індіанські племена Заходу і Північного Заходу. Унаслідок в 1870 році світ побачила монографія «Система родинних вузів і властивості людської сім'ї», у якій було показано ескіз еволюції сімейно-шлюбних відносин від стану проміскуїтету через різні форми групового шлюбу до моногамії.
Льюїс Генрі Морган відстежив еволюції інститутів від найпростіших до найскладніших форм. Заклав основи для дослідження спорідненості. Дослідив місце й роль родового устрою в історії людства, періодизації історії людства. На початку існування людства, за переконаннями Моргана, єдинокровна сім'я являла перший етап у розвитку сім'ї. Усю історію Льюїс Генрі Морган поділив на два періоди: ранній — організація, що базується на родах та племенах і пізній — політичні організації, що засновані на різному ставленні людей до території та власності.
Свої концепції Морган втілив у книжці «Стародавнє суспільство або дослідження ліній людського прогресу від дикості через варварство до цивілізації». У цій роботі були закладені основи вивчення історії первісного суспільства; була представлена еволюція сімейно-шлюбних відносин, а також дана періодизація розвитку людства, що відіграла значну роль як в історичній науці, так і в філософській історії.
Окрім того, Льюїс Генрі Морган зробив спробу періодизації первісної культури. Це дозволило об'єднати етнографічні, історичні й археологічні факти.

## Теорія Моргана
Ядром теорії Моргана є обґрунтована ним на великому фактичному матеріалі теорія про єдиний прогресивний шлях розвитку людства. Слідом за шотландським філософом-просвітителем А. Фергюсоном, Морган дотримувався періодизації історії, яка включала три етапи: дикість, варварство та цивілізацію, до того ж перші дві стадії були ним ідеально розроблені й розбиті на три рівні (нижній, середній та вищий) кожна.
На стадії дикості в людській діяльності переважало полювання, рибальство й збиральництво, була відсутня приватна власність, існувала рівність.
На стадії варварства з'являється землеробство та скотарство, виникає приватна власність і соціальна ієрархія.
Третя стадія — цивілізація — пов'язана з появою держави, класового суспільства, міст, писемності тощо
Морганівська періодизація стала основою для наукового вивчення докласового суспільства та його переходу до класового (цивілізованого). Морганом було відкрито два принципово різні типи суспільства, що замінюють одне одного в ході загального розвитку: перший по часу був оснований на особистості та особистих відносинах (фактично, йдеться про рід); другий оснований на території та приватній власності, являв собою державу.
У «Стародавньому суспільстві» Морган обґрунтував своє відкриття універсальності материнського роду, розбивши тим самим переважаючу до того часу теорію, згідно з якою, коміркою людського суспільства була патріархальна сім'я, заснована на приватній власності та владі батька. Це відкриття відіграло важливу революційну роль у розвитку етнології та первісній історії.
Незалежно від Маркса, Морган фактично прийшов до матеріалістичного розуміння історії. Робота Моргана «Стародавнє суспільство» була покладена в основу одної з базових марксистських праць — книги Ф. Енгельса «Походження родини, приватної власності та держави».

## Послідовники
Погляди Моргана стали основою першої наукової школи в етнології — еволюціонізму, прихильники якого слід за Морганом (Е. Тейлор, Дж. Фрезер, Дж. Мак-Леннан) шукали загальні закономірності розвитку культури й суспільства, захищали ідеї прогресу та закономірності в історії. Попри низку положень еволюціонізму, котрі зазнали критики, більша частина з них зберігає свій зміст і в сучасній науці.
«Стосовно первісного стану суспільства існує книга, котра має вирішальне значення, таке ж вирішальне, як Дарвін у біології; відкрив її, звісно що, Маркс: це — Морган, „Стародавнє суспільство“, 1877 рік. Маркс говорив про цю книгу, проте я тоді був зайнятий іншим, а він до цього більше не повертався; він, очевидно, був задоволений таким поворотом подій, тому що, судячи з дуже детальних виписок з цієї книги, сам хотів ознайомити з нею німців.» — Фрідріх Енгельс.